# Sphaenorhynchus carneus
Sphaenorhynchus carneus es una especie de anfibio anuro de la familia Hylidae.

## Distribución geográfica
Esta especie habita entre los 50 y 140 m s. n. m. en la cuenca superior del Amazonas en Perú, Ecuador, sur de Colombia y Brasil.

## Publicaciones originales
- Cope, 1868 : An examination of the Reptilia and Batrachia obtained by the Orton Expedition to Equador and the Upper Amazon, with notes on other species. Proceedings of the Academy of Natural Sciences of Philadelphia, vol. 20, p. 96-140[5]
- Goin, 1957 : Status of the frog genus Sphoenohyla with a synopsis of the species. Caldasia, vol. 8, n.º 36, p. 11-31